# Дистиляція

Лабораторна перегонна установка: 1: Нагрівальний елемент 2: Перегонний резервуар 3: Перегонна трубка (цільнопаяний дефлегматор з насадкою Вюрца) 4: Термометр 5: Конденсатор (прямий (холодильник Лібіха)) 6: Подача холодної води 7: Відвід холодної води 8: Резервуар для дистиляту (прийомник)9: Газовідвідна трубка 10: Алонж 11: Регулятор температури 12: Регулятор швидкості перемішування 13: Нагрівальна установка 14: Нагрівальна баня 15: Магнітний або механічний перемішувач 16: Охолоджувальна баня

Дистиля́ція, перего́нка — процес розділення твердих або рідких речовин (чи їхньої суміші) на складові частини (компоненти) шляхом випаровування з наступною конденсацією без доступу повітря[джерело?]. Процес дистиляції заснований на різній здатності речовин переходити в пароподібний стан у залежності від температури і тиску.

## Загальний опис
Дистиляція була відома вже давнім єгиптянам. Вони таким чином виготовляли кедрову олію, необхідну для бальзамування небіжчиків. Про досліди з випаровуванням та конденсацією води згадував і Арістотель. Але перше повідомлення про існування якогось приладу для дистиляції відноситься лише до 4 сторіччя. Його згадує алхімік Зосіма, який жив в цей час в Александрії і за походженням був чи то єгиптянином, чи то єгипетським греком. Зосіма стверджував, що просто перемалював зображення приладу, знайдене ним на стіні одного з старовинних храмів. Втім, цілком можливо, що таким чином він намагався додати авторитетності своєму повідомленню — бо жодних давньоєгипетських малюнків чогось, що хоча б віддалено нагадувало перегінний куб, до нашого часу не збереглося.
Хімію і медицину на тогочасному Близькому Сході вивчали не лише в Єгипті, а й в Сирії. А згодом, коли офіційна православна церква звинуватила сирійських вчених в єресі, вони знайшли прихисток в сусідній Персії. Тож чимало істориків впевнені, що про принцип дії перегінного куба став відомий і там. За доби Арабського халіфату, який об'єднав під своєю владою і Єгипет, і Сирію, і Персію, про дистиляцію вже говорили як про щось давно відоме й зрозуміле. Її згадували в своїх працях, зокрема, Джабір ібн Хайян (в Європі відомий як Гебер) і Якуб аль-Кінді (Алькінд). Останній залишив докладний опис перегінного кубу, який з того часу отримав назву аламбік. З його допомогою аль-Кінді отримував ефірні олії, камфору та «трояндову воду».
Перший опис отримання шляхом дистиляції чистого спирту міститься в «Книзі таємниць» Мухаммада ар-Разі (Разеса), який жив на межі IX і X сторіч. Щоправда, він не стверджував, що є винахідником цього процесу. Першим слово алкоголь вжив Гусейн ібн Сіна (Авіценна). Хоча він називав цим словом не спирт, а порошок сурми.
Перший із західноєвропейських рецептів отримання спирту шляхом дистиляції належить одному з засновників медичної школі в італійському місті Салерно — Магістру Салернському і був записаний приблизно в 1150 році. XII сторіччям можна датувати також рецепт виготовлення спирту й у збірці «Маппе Клавікула», вочевидь складеної в Єгипті грецькою мовою. Збереглося кілька списків цієї збірки, проте в найдавніших з них рецепту виготовлення спирту немає, а той рецепт, який зберігся, використовувався при обробці тканин.
В ході дистиляції рідину нагрівають у колбі (перегінному кубі) до температури кипіння, пару пропускають через холодильник, де вона збирається, утворюючи очищений від домішок дистилят (наприклад, дистильована вода). Дробова дистиляція слугує для розділення рідин, що киплять при різній температурі. У міру підвищення температури кипіння суміші змінюють приймач і отримують ряд фракцій дистиляту. Повторну дистиляцію для більш досконалого очищення називають ректифікацією.
Шляхом дистиляції неможливо розділити азеотропні суміші рідин, тобто суміші рідин, що киплять при певному зовнішньому тиску при постійній температурі без зміни складу. Прикладом такої суміші є 96 % водний розчин етилового спирту, який кипить за температури 78,17 °C.
Дистиляцію у вакуумі при зниженій температурі застосовують для одержання речовин, що розкладаються при високій температурі (наприклад, молочної кислоти). Дистиляцію з водяною парою використовують для відділення речовин, летких разом з водяною парою, від нелетких (виділення ефірних олій).